# کاپیتولا (فلوریدا)
کاپیتولا (به انگلیسی: Capitola) یک منطقهٔ مسکونی در ایالات متحده آمریکا است که در شهرستان لئون، فلوریدا واقع شده‌است.